# Britney (album)
Britney je tretji glasbeni album ameriške pop pevke Britney Spears. Album je založba Jive Records mednarodno izdala 5. novembra 2001, dan kasneje pa še v Združenih državah Amerike. Album Britney je pomemben zaradi bolj vidne vloge Britney Spears pri produkciji, hkrati pa je album predstavljal tranzicijski album, s katerim se je malce oddaljila od teen pop podobe, kakršno si je ustvarila s prejšnjima dvema albuma, saj je ta album vseboval več R&B in hip hop glasbe, pa tudi več seksualnega vpliva. Čeprav so bili singli s tega albuma malce manj uspešni od singlov s prejšnjih albumov, je Britney Spears prevzela malce več kreativnega nadzora, saj je napisala pet pesmi z albuma. Ker pa je Britney Spears izkušena v glasbenem poslu, je bilo albumu Britney skoraj zagotovljeno prvo mesto na lestvici Billboard 200, s čimer je to postal enajsti album založbe Jive, ki je debitiral na vrhu te lestvice. Album je postal najuspešnejši album ženske ustvarjalke leta 2001. Zaradi uspeha albuma je Britney Spears postala prva ženska ustvarjalka v zgodovini glasbe, katere prvi trije albumi so debitirali na prvem mestu te lestvice. Kasneje je ta rekord podrla Britney Spears sama s svojim četrtim glasbenim albumom, In the Zone, ki je debitiral na istem mestu.

## Produkcija
Britney Spears je pred izidom oznanila, da veliko gradiva za njen tretji glasbeni album odraža, kdo je in da ga je zaradi tega poimenovala Britney. Britney Spears je za album Britney posnela triindvajset pesmi, za album pa je izbrala dvanajst najboljših, kar pa naj bi bil zanjo najtežji del procesa snemanja. Prvi dve pesmi, ki jih je Britney Spears napisala, sta bili pesmi »I'm So Curious« in »Dear Diary«, ki sta že izšli na njenih prvih dveh albumih. Obe naj bi ji bilo lažje napisati, saj je pri pisanju sodelovala s svojo skupino tekstopiscev.
Britney Spears si je preprosto izmislila zgodbe, ki so jih kasneje vključili na pesmi, pevka pa je sama napisala melodijo in besedilo. »To je bil prvi album, za katerega sem dejansko pisala, zato sem si vzela svoj čas,« je dejala. »Ko sem torej dejansko poslušala celoten album, sem vedela, da je veliko posebnejši. Ne vem, če sem najboljša tekstopiska na svetu, vendar sem se ob delu zelo zabavala in upam, da se bom z vajo še izboljšala.«
Britney Spears ni napisala pesmi »I Love Rock 'n Roll«, ki jo je v originalu izdala glasbena skupina Arrows in jo je Joan Jett s skupino Blackhearts leta 1981 spremenila v uspešnico, vendar si je pevka želela posneti svojo različico pesmi z R&B producentom Rodneyjem Jerkinsom in Coreyjem Chaseom. Poleg Rodneyja Jerkinsa, ki je produciral njeno verzijo pesmi »(I Can't Get No) Satisfaction)« in druge pesmi na njenem prejšnjem albumu, je Britney Spears sodelovala tudi z glasbeno skupino The Neptunes. Kanalu MTV je povedala: »Medtem, ko sem bila na svoji zadnji turneji, me je navdihnilo veliko hip-hop in R&B glasbe. Navdihoval me je Jay-Z in glasbena skupina The Neptunes.« Založbi Jive je povedala: »Res sem si želela delati z glasbeno skupino The Neptunes in res sem si želela, da bi bila Britney malce bolj umazana in zabavna.«
Zaradi »bolj umazanega« zvoka Britney Spears, ki pa ni presegal nekaj kletvic, so glasbeni kritiki menili, da je pevka prerasla svoje občinstvo. Dejala je: »Moj namen ni zapustiti mlajše oboževalce. Želim si le, da bi začela zanimati tudi starejšo generacijo. Ne morem posneti tretjega dela albuma ...Baby One More Time. Moram se spremeniti in moliti, da bo ljudem to všeč.«
Posnela je pesem z Justinom Timberlakeom, naslovljeno kot »What It's Like To Be Me«. O sodelovanju z njim je Britney Spears povedala: »Moram reči, da sem bila na začetku malce živčna. Navajena sem na producente okoli mene in to se mi zdi kot delo. In grem tja in delam in posnamem svoje vokale in delam. In menila sem, da bo na začetku nekoliko neprijetno, saj sem bila ob snemanju svojih vokalov z njim precej živčna.« Max Martin, ki je napisal tudi njeno pesem »Overprotected«, na kateri poje: »Morali boste gledati z moje perspektive/ Moram narediti nekaj napak, da ugotovim, kdo sem/ In ne smete biti tako prekleto zaščitniški« (»You're gonna have to see through my perspective/ I need to make mistakes just to learn who I am/ And I don't want to be so damn protected«), je razložil, da jo vsi okoli nje ocenjujejo.

## Sprejem kritikov
Glasbeni kritiki so albumu Britney na začetku dodeljevali povprečne ocene. Kritiki s spletne strani Metacritic so v šestnajstih ocenah albumu dodelili 54 točk od 100.
Albumu so kasneje kritiki s spletnih strani začeli dodeljevati pozitivnejše ocene. Novinar s spletne strani Allmusic je, na primer, ki je albumu dodelila 4,5 zvezdice od 5, saj naj bi pesmi in njihovi naslovi dokazovali, da je ta album »delo, s katerim si prizadeva poglobiti svojo osebnost, s čimer postaja bolj odrasla, a še vedno razpoznavna Britney.« V nasprotju s tem je revija Rolling Stone o albumu napisala: »Britney dokazuje očitno: Spearsova je samo še mesec dni oddaljena od svojih dvajsetih in očitno je, da mora odrasti, če želi, da se razume s svojimi oboževalci.«
1000. številko revije Entertainment Weekly, izdano 4. julija 2008, so posvetili 1000 najboljšim filmom, televizijskim serijam, albumom, knjigam in podobno, izdanih med letoma 1983 in 2008. V članku: »Klasika: Glasba« je album Britney zasedel sedemindevetdeseto mesto na seznamu njihovih 100 najboljših albumov.

## Dosežki na lestvicah
Album Britney je debitiral na prvem mestu ameriške glasbene lestvice Billboard 200, saj je že v prvem tednu od izida prodal več kot 746.000 kopij izvodov, s čimer je presegel prodajo albuma Invincible Michaela Jacksona. Album Britney je zasedel prvo mesto kanadske lestvice z 44.550 prodanimi izvodi in tako prekosil album glasbene skupine Pink Floyd, Echoes: The Best of Pink Floyd, ki je prodal 28.894 kopij, ki se je tistega tedna prav tako prvič pojavil na tej lestvici. V naslednjem tednu je album Britney z 55% nižjo prodajo (prodal je le 337.000 kopij) zasedel drugo mesto na ameriški glasbeni lestvici. V tretjem tednu od izida je prodaja upadla še za 34% na 451.000 prodanih izvodov, predvsem zaradi začetka počitniške sezone, ter tako pristal na tretjem mestu lestvice Billboard 200, takoj za dvema na novo uvrščenima albuma. V četrtem tednu se je album z 17% manjšo prodajo pomaknil na peto mesto lestvice, v tistem tednu pa je z 264.000 prodanimi izvodi album v celoti prodal 2 milijona kopij. Zatem se je prodaja povečala za 13%, in album je s skoraj 300.000 prodanimi kopijami pristal na drugem mestu ameriške glasbene lestvice, na tretje mesto pa se je spustil Enyin album A Day Without Rain. Zaradi izida novega filma Britney Spears, Več kot dekle in s pomočjo začetka turneje Dream Within a Dream Tour je album zasedel štirinajsto mesto na lestvici Billboard 200 in se počasi pomikal proti vrhu lestvice, v naslednjem tednu je namreč zasedel že deveto mesto na lestvici in album je leta 2002 v Združenih državah Amerike po podatkih Nielsen SoundScana prodal 3,3 milijona kopij.
Ker je album debitiral na prvem mestu lestvice Billboard 200, je Britney Spears postala edina ženska ustvarjalka v zgodovini Nielsen SoundScana, katere prvi trije albumi so debitirali na vrhu te lestvice, s čimer si je zagotovila prvo mesto na tedenski lestvici, hkrati pa je album postal tudi drugi najuspešnejši album leta - takoj za NSYNC-ovim albumom Celebrity, ki je po podatkih Nielsen SoundScana že v prvem tednu od izida prodal 1,88 milijona kopij. Album Britney pa je najuspešnejši album ženske ustvarjalke ali ustvarjalk leta 2001, s čimer je prehitel celo album glasbene skupine Destiny's Child, Survivor, ki je v prvem tednu od izida prodal 663.000 kopij, ter album  All For You Janet Jackson, ki jih je prodal 605.000. Poleg tega je album z 588.000 prodanimi kopijami zasedel štiriinosemdeseto mesto na seznamu najbolje prodajanih albumov vseh časov po podatkih glasbenega kluba BMG, takoj za albumom Celine Dion Celine Dion (624.000) in soundtrackom za film Trčeni profesor 2 (642.000).
Na japonski glasbeni lestvici je album Britney z 66.900 prodanimi kopijami izvodov v prvem tednu od izida debitiral na četrtem mestu. Album je od takrat prodal 250.000 kopij na Japonskem in prejel platinasto certifikacijo. Od takrat je prejel tudi dvakratno platinasto certifikacijo v Avstraliji, kjer je na državni lestvici zasedel četrto mesto. V Združenem kraljestvu je album na lestvici debitiral na četrtem mestu in za prejel 300.000 prodanih kopij preko trgovin na drobno platinasto certifikacijo. Album je na britanski glasbeni lestvici ostal šestintrideset tednov. Do danes je album Britney prodal 316.944 kopij v Kanadi, s čimer je bil veliko manj uspešen kot njeni prejšnji albumi. Leta 2002 je album Britney prejel dvakratno platinasto certifikacijo s strani organizacije IFPI za več kot 2 milijona prodanih kopij izvodov v evropskih državah. Debitiral je tudi na drugem mestu francoske lestvice, kjer je od takrat prodal 425.000 izvodov.

## Promocija
Zgodaj leta 2001 se je Britney Spears prvič pojavila na Super Bowlu XXXV in tam nastopila 28. januarja tistega leta. Potem, ko se je pojavila v televizijski specijalki z naslovom »Total Britney Live«, kjer je zapela svoje pesmi z albuma Oops!...I Did It Again in nove pesmi z albuma Britney. V Združenih državah Amerike je Britney Spears 10. septembra tistega leta v oddaji The Rosie O'Donnell Show nastopila s pesmijo »I'm a Slave 4 U«. Kasneje se je na televiziji pojavila še 11. oktobra v oddaji Tonight Show with Jay Leno, 5. novembra v oddaji The Rosie O'Donnell Show in 6. novembra tistega leta v oddaji The Late Show With David Letterman. 18. novembra 2001 je Britney Spears v živo nastopila na koncertu iz MGM Grand Las Vegasa, predvajanem na kanalu HBO. Načrtovali so, da se ji bo na odru ob izvajanju uspešnice Sonnyja & Cher, »The Beat Goes On«, pesmi, ki jo je leta 1999 za svoj debitantski album, ...Baby One More Time, posnela tudi Britney Spears, pridružila še Cher, vendar je bila pevka nastop prisiljena odpovedati, saj je prišlo do konflikta na promocijskem nastopu v Evropi, kjer je promovirala njen prihajajoči glasbeni album, Living Proof.
6. septembra tistega leta je Britney Spears premierno izvedla svoj prvi singl z albuma, »I'm a Slave 4 U«, na podelitvi nagrad MTV Video Music Awards leta 2001 v centru Lincoln v metropolitanski operni hiši v New York Cityju. Nastop, katerega tema je bila džungla, je vključeval tudi živega belega tigra in rumenega pitona, zaradi česar je organizacija PETA Britney Spears, saj naj bi s tem kršila pravice živali. Naslednjega večera, 7. septembra, je Britney Spears izvedla duet z Michaelom Jacksonom na njegovem koncertu »Michael Jackson: praznovanje 30. obletnice« v New Yorku. Duet je nastopil s pesmijo »The Way You Make Me Feel«. Številka revije Rolling Stone, na naslovnici katere je bila Britney Spears, je izšla 13. septembra. 13. septembra je bila pevka v Avstraliji za tiskovno konferenco v Sydneyju za mednarodno promocijsko turnejo za njen album, vendar pa so konferenco odpovedali, saj naj bi bila v luči terorističnih napadov v Združenih državah Amerike neprimerna. Britney Spears je odločitev razložila z besedami: »Mislim, da ni primerno, da imam tukaj v Avstraliji tiskovno konferenco ob izidu mojega albuma.« 12. januarja 2002 je Britney Spears priredila tiskovno konferenco v hotelu Carlton v Cannesu, Francija. Obiskala je tudi podelitev nagrad NRJ Music Awards leta 2002 na mednarodni glasbeni konferenci v Cannesu.
Britney Spears je pesem »I'm Not a Girl, Not Yet a Woman« prvič izvedla 5. novembra v oddaji The Rosie O'Donnell Show, dan kasneje, na dan, ko je izšel album Britney, pa še v oddaji The Late Show With David Letterman. Britney Spears je z uspešnico »I'm a Slave 4 U« 3. decembra nastopila v oddaji The Late Show With David Letterman. Naslednjega večera, 4. decembra 2001, je pesem »I'm a Slave 4 U« izvedla na podelitvi nagrad Billboard Music Awards v Las Vegasu na odru znotraj hotela Bellagio. Podelitev nagrad je kanal Fox predvajal tistega dne ob osmih zvečer.
9. januarja 2002 je Britney Spears pesem »I'm Not a Girl, Not Yet a Woman« izvedla na 25. podelitvi nagrad American Music Awards. Nato je 2. februarja gostila epizodo NBC-jeve oddaje Saturday Night Live. Njena nova reklama za podjetje Pepsi (to je bila tudi druga reklama, ki jo je posnela za to podjetje), se je premierno predvajala 3. februarja na Foxu med Super Bowlom. Britney Spears je 4. februarja nastopila v enourni epizodi oddaje The Oprah Winfrey Show. 9. februarja je na prireditvi NBA All-Star Game izvedla pesem »I'm Not a Girl, Not Yet  Woman«. Nato je s to pesmijo še enkrat nastopila v oddaji The Tonight Show with Jay Leno 11. februarja 2002. V Veliki Britaniji je Britney Spears album promovirala z intervjujem v oddaji The Frank Skinner Show, ki je 26. januarja 2002 izšel na britanskem kanalu ITV1.
Februarja 2002 je dejala, da bo tisti mesec s promoviranjem albuma zelo zaposlena. 6. februarja je ponovno obiskala NBC-jevo oddajo Today Show. 11. februarja je nastopila v oddaji Tonight Show With Jay Leno, na Valentinovo, 14. februarja, pa v oddaji The Rosie O'Donnell Show. Nato se je 18. februarja pojavila v oddaji Live! With Regis and Kelly, 22. februarja pa v oddaji The View. Istega dne je nastopila na 44. podelitvi grammyjev.
Nato je Britney Spears na podelitvi nagrad NRJ Music Awards v Franciji leta 2002 izvedla pesem »I'm a Slave 4 U«. Istega leta je organizirala tiskovno konferenco na Japonskem, s katero je promovirala svoj debitantski film in hkrati tudi album. Posnela je tudi veliko reklam na Japonskem in v Koreji, naslovljenih kot »Pepsi FIFA World 2002«. V Avstraliji je priredila tiskovno konferenco z Dyanom Lewisom in vodila oddajo, naslovljeno kot »Pepsi Live«, v kateri je zapela nekaj pesmi iz albuma Britney in promovirala film Več kot dekle. V Mehiki je priredila tiskovno konferenco v juliju 2002. Tudi na Nizozemskem je album in film promovirala s tiskovno konferenco.
Britney Spears se je pojavila v nemških pogovornih oddajah Boulevard Bio in Niemand ist Perfekt, ki sta obe izšli 15. januarja 2002 in v katerih je govorila o svojem albumu in svojem debitantskem filmu. V Veliki Britaniji je 16. januarja tistega leta nastopila s pesmijo »Overprotected« v oddaji Top of the Pops. V Avstraliji je nastopila v intervjuju v živo v oddaji The Saturday Show, ki je izšla 26. januarja. V Nemčiji je 23. marca s svojo uspešno balado »I'm Not a Girl, Not Yet a Woman« nastopila v oddaji Wetten, dass..?. V Mehiki je 23. julija nastopila v mehiški oddaji Otro Rollo.

### Turneja
15. septembra 2001 je založba Jive Records v prodajo odposlala omejeno število vstopnic za turnejo, s katero bo Britney Spears promovirala svoj tretji glasbeni album, Britney. S turnejo so nameravali pričeti 26. oktobra, založba Jive Records pa jo je potrdila že 7. septembra. Začeti so nameravali v Miamiju, kjer naj bi koncert tudi posneli in kasneje predvajali na televizijskem kanalu ABC v oddaji Making The Band. Februarja 2002 je Britney Spears oznanila, da bo z drugim delom turneje, v sklopu katerega bo nastopala predvsem v Severni Ameriki, pričela 24. maja v Las Vegasu, mestu, kjer je prvič nastopala v živo za HBO-jev koncert, posnet leto dni prej. Mesec dni kasneje je turnejo zaključila z nastopom v Mexico Cityju.

## Singli
Pesem »I'm a Slave 4 U«, prvi singl z albuma Britney, je napisal in produciral hip-hop duet The Neptunes. Z večplastnimi vokali in ritmom je pesem pokazal bolj odraslo Britney Spears in jo oddaljil od njenih mlajših oboževalcev. Pesem je na britanski glasbeni lestvici zasedel četrto mesto, premierno pa se je predvajal na podelitvi nagrad MTV Video Music Awards; nastop so kritizirali, saj so bile vanj vključene žive živali. Videospot, ki ga je režiral Francis Lawrence, je bil leta 2002 nominiran za tri nagrade MTV Video Music Awards, pesem sama pa je zasedla sedemindvajseto mesto na ameriški glasbeni lestvici, lestvici Billboard Hot 100, še preden je komercialno izšel.
Pesem »Overprotected« je v Združenem kraljestvu, Avstraliji in Kanadi izšla kot drugi singl z albuma Britney, medtem ko so pesem »I'm Not a Girl, Not Yet a Woman« kot drugi singl z albuma izdali v Združenih državah Amerike in Evropi. V Združenih državah Amerike je kot tretji singl z albuma izšel remix pesmi »Overprotected« in pristal na šestosemdesetem mestu lestvice Billboard Hot 100. Za remix pesmi so posneli drug videospot. Pesem »Overprotected« je bila nominirana za grammyja v kategoriji za »najboljši ženski pop vokalni nastop«. Singl je bil izredno uspešen v Evropi, kjer je na britanski glasbeni lestvici zasedel četrto mesto.
Pesem »I'm Not a Girl, Not Yet a Woman«, ki je bila izdana tudi kot tematska pesem filma Več kot dekle, se je postopno ujemala z izidom filma. Singl so napisali Max Martin, Rami in britanski pevec ter tekstopisec Dido, zasedla pa je drugo mesto na britanski glasbeni lestvici. Pesem se ni uvrstila na ameriško glasbeno lestvico, Billboard Hot 100, in se ni pogosto vrtela na pop radijskih postajah.
Pesem »I Love Rock 'n' Roll« je sredi leta 2002 kot singl izšla v Avstraliji, Kanadi in Evropi, z izjemo Francije, kjer so namesto slednje kot singl izdali pesem »Anticipating«, kasneje pa so jo novembra tistega leta naknadno izdali še v Veliki Britaniji. V originalu je pesem posnela slavna Joan Jett, sicer pa je bil singl vključen tudi na soundtrack filma Več kot dekle. Izid pesmi je sovpadal z izidom filma v Avstraliji in Evropi in DVD izidom filma v Veliki Britaniji; ker so ga izdajali samo ob izidu tega filma na DVD-ju ali v kinematografih, pesem kot singl nikoli ni izšla v Združenih državah Amerike. Kakorkoli že, pesem je zasedla trinajsto mesto na britanski glasbeni lestvici.
Pesem »Anticipating«, podobna mnogim pesmim iz osemdesetih, je kot singl ekskluzivno izšla v Franciji, skupaj z nizom posebej za to naročenih remixov. Pesem, ki so jo napisali Brian Kierulf, Josh Schwartz in Britney Spears sama, je bila promovirana z nastopom v živo na turneji Dream Within a Dream Tour in videospotom. Kasneje so jo izdali tudi v Braziliji.
Pesem »Boys« je izšla kot četrti singl z albuma Britney v Severni Ameriki in peti singl v Evropi in Avstraliji. Namesto verzije pesmi z albuma so izdali remix različico pesmi »Boys«. Pesem so vključili na soundtrack za tretji del filmov iz serije Austin Powers. Nova verzija remixa pesmi, ki ga je posnel duet The Neptunes (ki so napisali in producirali tudi originalno verzijo pesmi), je vključevala besedilo iz moške perspektive, ki ga je pel Pharrell. Pesem se je uvrstila med prvih deset pesmi na britanski glasbeni lestvici, kjer je zasedel sedmo mesto, kljub temu pa je v Združenih državah Amerike postal eden izmed najmanj uspešnih singlov.
Pesem »That's Where You Take Me« so kot singl izdali na Filipinih leta 2003 preko CD-ja skupaj z nastopi v živo iz njene turneje Dream Within a Dream Tour in s pesmijo »When I Found You« kot B-stran. Je pop balada, ki jo je v sodelovanju z Brianom Keirlurfom in Joshuo Schwartzem napisala in producirala Britney Spears.

## Seznam pesmi
| Št. | Naslov                            | Pisec                                                          | Producent(i)                              | Dolžina |
| --- | --------------------------------- | -------------------------------------------------------------- | ----------------------------------------- | ------- |
| 1.  | „I'm a Slave 4 U‟                 | Chad Hugo, Pharrell Williams                                   | The Neptunes                              | 3:23    |
| 2.  | „Overprotected‟                   | Max Martin, Rami                                               | Max Martin, Rami                          | 3:18    |
| 3.  | „Lonely‟                          | Britney Spears, Brian Kierulf, Joshua Schwartz, Rodney Jerkins | Darkchild                                 | 3:19    |
| 4.  | „I'm Not a Girl, Not Yet a Woman‟ | Dido, Max Martin, Rami                                         | Max Martin, Rami                          | 3:51    |
| 5.  | „Boys‟                            | Hugo, Williams                                                 | The Neptunes                              | 3:26    |
| 6.  | „Anticipating‟                    | Spears, Kierulf, Schwartz                                      | Brian Kierulf                             | 3:16    |
| 7.  | „I Love Rock 'n Roll‟             | Alan Merrill, Jake Hooker                                      | Darkchild                                 | 3:06    |
| 8.  | „Cinderella‟                      | Spears, Martin, Rami                                           | Max Martin, Rami                          | 3:39    |
| 9.  | „Let Me Be‟                       | Spears, Kierulf, Schwartz                                      | Brian Kierulf, Joshua Schwartz, Darkchild | 2:51    |
| 10. | „Bombastic Love‟                  | Martin, Rami                                                   | Max Martin, Rami                          | 3:05    |
| 11. | „That's Where You Take Me‟        | Spears, Kierulf, Schwartz                                      | Brian Kierulf, Joshua Schwartz            | 3:32    |
| 12. | „What It's Like to Be Me‟         | Justin Timberlake, Wade Robson                                 | Justin Timberlake, Wade Robson            | 2:52    |

| iTunesova posebna različica, evropske in latinskoameriške bonus pesmi | iTunesova posebna različica, evropske in latinskoameriške bonus pesmi | iTunesova posebna različica, evropske in latinskoameriške bonus pesmi | iTunesova posebna različica, evropske in latinskoameriške bonus pesmi | iTunesova posebna različica, evropske in latinskoameriške bonus pesmi |
| Št.                                                                   | Naslov                                                                | Pisec                                                                 | Producent(i)                                                          | Dolžina                                                               |
| --------------------------------------------------------------------- | --------------------------------------------------------------------- | --------------------------------------------------------------------- | --------------------------------------------------------------------- | --------------------------------------------------------------------- |
| 13.                                                                   | „When I Found You‟                                                    | Jörgen Elofsson, Dan Hill                                             | Peter Kvint                                                           | 3:36                                                                  |
| 14.                                                                   | „I Run Away‟                                                          | Brian Kierulf, Joshua Schwartz                                        | Brian Kierulf, Joshua Schwartz                                        | 4:05                                                                  |
| 15.                                                                   | „Before the Goodbye‟                                                  | Britney Spears, BT, Brian Kierulf, Joshua Schwartz                    | Brian Transeau, Brian Kierulf, Joshua Schwartz                        | 3:50                                                                  |

| Posebna različica DVD-ja | Posebna različica DVD-ja                                       | Posebna različica DVD-ja |
| Št.                      | Naslov                                                         | Dolžina                  |
| ------------------------ | -------------------------------------------------------------- | ------------------------ |
| 1.                       | „Uvod v klepet z Britney Spears‟                               |                          |
| 2.                       | „I'm a Slave 4 U‟                                              |                          |
| 3.                       | „Britney Spears govori - 1. del‟                               |                          |
| 4.                       | „Luči, kamera, akcija - Overprotected v živo iz Pariza‟        |                          |
| 5.                       | „Britney Spears govori - 2. del‟                               |                          |
| 6.                       | „I'm Not a Girl, Not Yet a Woman‟                              |                          |
| 7.                       | „Britney Spears govori - 3. del‟                               |                          |
| 8.                       | „Overprotected‟                                                |                          |
| 9.                       | „Britney Spears govori - 4. del‟                               |                          |
| 10.                      | „Takoj zdaj (okus zmagoslavja) - Ustvarjanje reklame za Pepsi‟ |                          |
| 11.                      | „Britney Spears govori - 5. del‟                               |                          |
| 12.                      | „Zasluge na koncu‟                                             |                          |

## Ostali ustvarjalci
| - Producenti: Max Martin, Rodney Jerkins, The Neptunes, Rami, Wade Robson, Justin Timberlake. - Inženirji: Max Martin, Andrew Coleman, Brian Garten, Brad Gilderman, Pablo Munguia, Rami, Michael Tucker, Yasu. - Asistenti inženirjev: Jaime Duncan, Richard G. Johnson, Marc Stephen Lee, Charles McCrorey, Daniel Milazzo, Tim Roberts, Ryan Smith, Rich Tapper, Jill Tengan. - Urejanje: Tom Coyne. - Remixi: Max Martin, Stephen George, Serban Ghenea, Jean-Marie Horvat, Rami - Urejanje strun: James Biondolillo, Mark Suozzo. - Urejanje vokalov: Justin Timberlake. | - Vokali, spremljevalni vokali: Britney Spears. - Spremljevalni vokali: Sue Ann Carwell, Tyler Collins, Albert Hall, Damion Hall, Nana Hedin, Jennifer Karr, Maxayne Moriguchi, Jeff Pescetto, Jason Scheff, Chris Thompson. - Vključeni glasbeniki: Chad Hugo, Pharrell. - Bas kitara: Thomas Lindberg. - Kitara, spremljevalni vokali: Max Martin. - Kitara: Esbjörn Öhrwall, Nile Rodgers. - Fotografija: Steven Klein |

## Dosežki
| Lestvica (2001)                         | Dosežek |
| --------------------------------------- | ------- |
| Avstralija (ARIA)                       | 4       |
| Avstrija (Austrian Albums Chart)        | 1       |
| Belgija (Flandrija; Ultratop 50)        | 3       |
| Belgija (Valonija; Ultratop 50)         | 7       |
| Kanada (Canadian Albums Chart)          | 1       |
| Nizozemska (MegaCharts)                 | 11      |
| Evropa (European Top 100 Albums)        | 2       |
| Francija (SNEP)                         | 2       |
| Finska (Finnish Albums Chart)           | 19      |
| Nemčija (German Albums Chart)           | 1       |
| Grčija (Greek Albums Chart)             | 2       |
| Madžarska (Mahasz)                      | 5       |
| Japonska (Oricon)                       | 4       |
| Nova Zelandija (RIANZ)                  | 17      |
| Norveška (VG-lista)                     | 5       |
| Švedska (Sverigetopplistan)             | 6       |
| Švica (Swiss Albums Chart)              | 1       |
| Združeno kraljestvo (UK Albums Chart)   | 4       |
| Združene države Amerike (Billboard 200) | 1       |

| Regija                         | Certifikacija | Prodaja      |
| ------------------------------ | ------------- | ------------ |
| Argentina (CAPIF)              | Platinasta    | 40.000       |
| Avstralija (ARIA)              | 2× Platinasta | 140.000      |
| Avstrija (IFPI - Avstrija)     | Platinasta    |              |
| Belgija (BEA)                  | Platinasta    | 50.000       |
| Brazilija (ABPD)               | Zlata         | 50.000       |
| Kanada (CRIA)                  | 3× Platinasta | 316.944      |
| Evropa (IFPI)                  | 2× Platinasta | 2.000.000    |
| Francija (SNEP)                | Platinasta    | 300.000      |
| Nemčija ()                     | Platinasta    | 300.000      |
| Nova Zelandija (RIANZ)         | Zlata         | 7.500        |
| Nizozemska (NVPI)              | Zlata         | 40.000       |
| Švica (IFPI - Švica)           | Zlata         | 40.000       |
| Združeno kraljestvo (BPI)      | Platinasta    | 300.000      |
| Združene države Amerike (RIAA) | 4× Platinasta | 4.342.000[*] |

Opombe:
- ^  * Od marca 2010 je album prodal 4.339.000 kopij v Združenih državah Amerike po podatkih Nielsen SoundScana,[83][84] z dodatnimi 588.000 prodanimi kopijami izvodov preko glasbenih klubov BMG.[26] Nielsen SoundScan ne šteje albumov, prodanih preko klubov v lasti BMG Music Service, ki so bili zelo popularni v devetdesetih.[85]

### Ostali pomembnejši dosežki
| Predhodnik: Invincible od Michaela Jacksona | Prvo mesto na lestvici Billboard 200 24. november 2001 – 30. november 2001 | Naslednik: Scarecrow od Gartha Brooksa |

## Nagrade
| Leto | Nagrada | Kategorija                  | Rezultat   |
| ---- | ------- | --------------------------- | ---------- |
| 2001 | Grammy  | Najboljši pop vokalni album | Nominirana |

| Leto | Nagrada | Kategorija                                     | Rezultat   |
| ---- | ------- | ---------------------------------------------- | ---------- |
| 2001 | Grammy  | Najboljši pop vokalni nastop (»Overprotected«) | Nominirana |

## Zgodovina izidov
| Država                  | Datum             |
| ----------------------- | ----------------- |
| Po svetu                | 5. november 2001  |
| Združene države Amerike | 6. november 2001  |
| Kanada                  | 6. november 2001  |
| Filipini                | 8. november 2001  |
| Japonska                | 12. november 2001 |